# Szamanka (film)
Szamanka – dramat psychologiczny produkcji polsko-francuskiej, realizowany w 1995 roku (premiera pół roku później) przez Andrzeja Żuławskiego według scenariusza Manueli Gretkowskiej.

## Fabuła
Młoda kobieta z prowincji, znana jako „Włoszka” (Iwona Petry), rozpoczyna studia w krakowskiej Akademii Górniczo-Hutniczej. W pobliżu dworca poznaje asystenta akademickiego, antropologa Michała (Bogusław Linda). Mężczyzna oferuje kobiecie wynajęcie mieszkania, które właśnie opuścił jego brat, ksiądz homoseksualista. Bardzo szybko dochodzi do kontaktu seksualnego między dwójką głównych bohaterów.
Michał ma wziąć ślub z córką ordynatora szpitala psychiatrycznego, ale zafascynowany „Włoszką”, zatraca się coraz bardziej w namiętnym związku.

## Obsada
- Iwona Petry – „Włoszka”
- Bogusław Linda – Michał
- Piotr Machalica – w podwójnej roli: ojciec Anny i mężczyzna bez nóg na dworcu
- Agnieszka Wagner – Anna, narzeczona Michała
- Paweł Deląg – Juliusz, przyjaciel Michała
- Alicja Jachiewicz – matka „Włoszki”
- Zdzisław Wardejn – ojciec „Włoszki”
- Wojciech Kowman – Waldek, chłopak zakochany we „Włoszce”
- Piotr Wawrzyńczak – w podwójnej roli: brat Michała i szaman w halucynacji Michała
- Paweł Burczyk – chłopak „Włoszki”
- Andrzej Nejman – współpracownik Michała
- Tomasz Preniasz-Struś − pracownik firmy ojca „Włoszki”
- Zbigniew Suszyński − mężczyzna na przyjęciu
- Marcin Dorociński − student na ulicy
- Jan Wieczorkowski − student na ulicy

## Realizacja
- Dialogi rejestrowano bezpośrednio na planie, by uzyskać bardziej autentyczne brzmienie, a nie dogrywać ich w studiu.
- W filmie celowo przemieszano topografię Polski: warszawski Dworzec Centralny pojawia się jako dworzec krakowski, a gmach Dyrekcji PKP na warszawskiej Pradze jako krakowska AGH.

## Kontrowersje
Film wzbudził wiele kontrowersji bardzo śmiałymi scenami erotycznymi, scenami przemocy oraz scenami, które mogą być poczytane za profanację symboli religijnych. Kontrowersje dotyczyły także odtwórczyni głównej roli, Iwony Petry, która miała niewielkie doświadczenie aktorskie (jedna epizodyczna rola w Uprowadzeniu Agaty), a Andrzeja Żuławskiego poznała, jak mówił on sam, przypadkowo w warszawskiej kawiarni „Nowy Świat”. Na premierze filmu nie zjawiła się ani Iwona Petry, ani Bogusław Linda. Aktorka na dość długi okres całkowicie zniknęła z życia publicznego. Iwona Petry przypłaciła swoją rolę depresją i nerwicą.